# 극장판 포켓몬스터: 결정탑의 제왕 앤테이
〈극장판 포켓몬스터 결정탑의 제왕 앤테이〉(劇場版ポケットモンスター 結晶塔の帝王 ENTEI)는 2000년 7월 8일에 개봉된 TV 애니메이션〈포켓몬스터〉의 극장판 제3기이다.

## 출연

### 주연
- 마츠모토 리카
- 오오타니 이쿠에

### 조연
- 이시즈카 운쇼
- 이이즈카 마유미
- 우에다 유지
- 세키 토모카즈
- 야지마 아키코
- 하야시바라 메구미
- 미키 신이치로
- 이누야마 이누코
- 토요시마 마사미
- 시라이시 아야코
- 니시무라 치나미
- 코오로기 사토미
- 카나이 미카
- 아이카와 리카코
- 코자쿠라 에츠코
- 코니시 카츠유키
- 소우미 요코
- 사카구치 코이치
- 다케나카 나오토
- 야쿠마루 히로히데
- 가토 아이
- 야마데라 코이치

## 같이 보기
- 비디오 게임을 원작으로 한 영화 목록